# Kapfenberger SV
Maillots
Le Kapfenberger SV est un club de football autrichien basé à Kapfenberg. Il évolue en ce moment en 2.Liga, la deuxième division autrichienne.

## Historique
- 1919 : fondation du club

## Palmarès
- Championnat d'Autriche de deuxième division
  - Champion : 2008